# Six mois au Mexique
 (mai 2024).
La mise en forme du texte ne suit pas les recommandations de Wikipédia : il faut le « wikifier ».
Les points d'amélioration suivants sont les cas les plus fréquents. Le détail des points à revoir est peut-être précisé sur la page de discussion.
- Les titres sont pré-formatés par le logiciel. Ils ne sont ni en capitales, ni en gras.
- Le texte ne doit pas être écrit en capitales (les noms de famille non plus), ni en gras, ni en italique, ni en « petit »…
- Le gras n'est utilisé que pour surligner le titre de l'article dans l'introduction, une seule fois.
- L'italique est rarement utilisé : mots en langue étrangère, titres d'œuvres, noms de bateaux, etc.
- Les citations ne sont pas en italique mais en corps de texte normal. Elles sont entourées par des guillemets français : « et ».
- Les listes à puces sont à éviter, des paragraphes rédigés étant largement préférés. Les tableaux sont à réserver à la présentation de données structurées (résultats, etc.).
- Les appels de note de bas de page (petits chiffres en exposant, introduits par l'outil «  Source ») sont à placer entre la fin de phrase et le point final[comme ça].
- Les liens internes (vers d'autres articles de Wikipédia) sont à choisir avec parcimonie. Créez des liens vers des articles approfondissant le sujet. Les termes génériques sans rapport avec le sujet sont à éviter, ainsi que les répétitions de liens vers un même terme.
- Les liens externes sont à placer uniquement dans une section « Liens externes », à la fin de l'article. Ces liens sont à choisir avec parcimonie suivant les règles définies. Si un lien sert de source à l'article, son insertion dans le texte est à faire par les notes de bas de page.
- La présentation des références doit suivre les conventions bibliographiques. Il est recommandé d'utiliser les modèles {{Ouvrage}}, {{Chapitre}}, {{Article}}, {{Lien web}} et/ou {{Bibliographie}}. Le mode d'édition visuel peut mettre en forme automatiquement les références.
- Insérer une infobox (cadre d'informations à droite) n'est pas obligatoire pour parachever la mise en page.

Pour une aide détaillée, merci de consulter Aide:Wikification.
Si vous pensez que ces points ont été résolus, vous pouvez retirer ce bandeau et améliorer la mise en forme d'un autre article.
 (mai 2024).

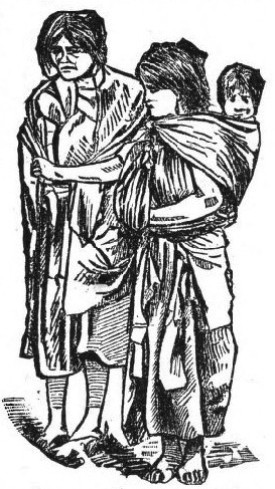
Illustration tirée du livre représentant le peuple mexicain

Six mois au Mexique est un livre de Nellie Bly écrit après son voyage à travers le Mexique en 1885. Elle a pris l'initiative de travailler comme correspondante à l'étranger. Étant une femme célibataire, sa condition ne le permettant pas d'y voyager seule, sa mère l'y accompagna.
À cette époque, elle écrivait pour le journal The Dispatch, mais n'était plus satisfaite de devoir écrire des articles pour les pages "féminines".
Dans le livre, elle décrit la vie et les coutumes du peuple mexicain ainsi que la pauvreté du peuple. Elle a été frappée par la dépendance très répandue à jouer à la loterie, notant que les gens mettaient même leurs vêtements en gage pour acheter des tickets. Elle a également décrit la cour, les cérémonies de mariage, la popularité du tabac, la légende de la plante maguey à partir de laquelle le pulque et le mezcal étaient fabriqués, et les habitudes des soldats, y compris la mention de leur consommation de marijuana :

« Les soldats avaient de l'herbe nommé marijuana, laquelle ils roulé en petit cigares et fumés.Cela provoque une intoxication pouvant durer cinq jours, et pendant ce lapse de temps ils se sentent au Paradis. 
Cela n'a pas d'effet secondaire, cependant son utilisation est interdit par la loi. Cela est aussi très couramment utilisé parmi les prisonniers. Un cigare est fait, et tout les prisonniers s'assoient en cercle et se le partage. Le fumeur tire une bouffée et souffle la fumée dans la bouche de l'homme le plus proche, celui-ci la donne également à un autre, et ainsi de suite autour du cercle. Un cigare enivrera tout le monde pendant cinq jours. »

Bly retourne aux États-Unis après que son article sur l'emprisonnement d'un journaliste par le dictateur Porfirio Díaz l'ait elle-même mise en danger d'emprisonnement.
Bly écrivit plus tard un deuxième livre de voyage, Autour du monde en 72 jours Elle y raconta l'histoire de son tour du monde en 72 jours qu'elle effectua en bateau et en train.